# Lamia Zribi
Lamia Zribi là một chính trị gia Tunisia. Bà giữ chức Bộ trưởng Tài chính cho đến ngày 1 tháng 5 năm 2017, khi bà được thành bàng bởi Fadhel Abd Kefi. bà bị chỉ trích vì không ngăn được sự sụp đổ của đồng dinar Tunisia và sự tăng trưởng liên tục của chi tiêu khu vực bàng.

## Tiểu sử
Sinh năm 1961 tại Medjez el-Bab, Lamia Zribi đến từ tỉnh thống trị của thành phố Zaghouan. Bà tốt nghiệp Khoa Luật và Khoa học Chính trị và Kinh tế của Đại học Tunis, nơi bà có bằng Thạc sĩ Kinh tế năm 1983 và gia nhập Trường Quản trị Quốc gia, nơi bà có được bằng cấp năm 1993.
Năm 2001, bà trở thành Giám đốc chi tiêu đối ngoại tại Bộ Phát triển và Hợp tác quốc tế và cho đến năm 2008, giữ chức Tổng giám đốc dự báo.
bà cũng là Giám đốc điều hành của TradeNet (TTN). Vào ngày 10 tháng 5 năm 2016, bà được Bộ trưởng Bộ Tài chính bổ nhiệm làm Giám đốc điều hành của Ngân hàng Tài chính doanh nghiệp vừa và nhỏ để thay thế Souhir Taktak.
Vào ngày 2 tháng 2 năm 2015, bà được bổ nhiệm làm Ngoại trưởng cho Bộ trưởng Bộ Phát triển, Đầu tư và Hợp tác Quốc tế Yassine Brahim trong chính phủ của Habib Essid.
Vào ngày 20 tháng 8 năm 2016, bà được bổ nhiệm làm Bộ trưởng Bộ Tài chính trong chính phủ của Youssef Chahed. Bà là người phụ nữ đầu tiên tiếp cận vị trí này ở Tunisia.
Vào ngày 30 tháng 4 năm 2017, bà đã bị từ chức Bộ trưởng Phát triển, Đầu tư và Hợp tác Quốc tế, Fadhel Abdelkefi. Vào ngày 18 tháng 8, bà được bổ nhiệm làm chủ tịch Hội đồng Thống kê Quốc gia.